# Myrcia bredemeyeriana
Myrcia bredemeyeriana är en myrtenväxtart som beskrevs av Otto Karl Berg. Myrcia bredemeyeriana ingår i släktet Myrcia och familjen myrtenväxter.
Artens utbredningsområde är Venezuela. Inga underarter finns listade i Catalogue of Life.